# 115 aC
El 115 aC va ser un any del calendari romà prejulià. Durant la República i l'Imperi Romà es coneixia com l'Any del Consolat d'Escaure i Metel o també any 639 Ab urbe condita o de la fundació de la ciutat). L'ús del nom «115 aC» per referir-se a aquest any es remunta a l'alta edat mitjana, quan el sistema Anno Domini va ser el mètode de numeració dels anys més comú a Europa.

## Esdeveniments

### Regne Indogrec
- Antialcides, de la dinastia eucràtida, inicia el seu mandat al Regne Indogrec, amb capital a Tàxila.[2]

### Antic Egipte
- Cleòpatra III associa al govern d'Egipte al seu fill gran Ptolemeu IX Làtir, degut a la seva popularitat, encara que ella hi volia associar al fill segon, Ptolemeu X Alexandre I. Cleòpatra IV governa també a Egipte amb el seu marit i germà Ptolemeu IX Làtir.[3]

### República Romana
- Marc Emili Escaure i Marc Cecili Metel són elegits cònsols.[4]
- Durant aquest consolat s'aprova una llei sumptuària (Aemilia cibaria) i una altra sobre el vot dels lliberts als comicis.[4]
- Emili Escaure fa la guerra contra algunes tribus alpines que li valen els honors del triomf. Aureli Víctor diu que va derrotar lígurs i gantiscs, i els Fasti el fan triomfador sobre gals i carns.[4]
- Gai Mari, és nomenat pretor amb 42 anys, i s'està a Roma com a pretor urbà o peregrí, amb comandament sobre alguna província a Itàlia.[5]
- Publi Deci, pretor urbà, ofèn al cònsol Marc Emili Escaure en quedar-se al seu seient quan aquest passa. Escaure torna a passar, i Deci refusa d'aixecar-se. Escaure li trenca la cadira a trossos i ordena que ningú obtingui justícia de mans d'aquell pretor.[6]
- Luci Cecili Metel Dalmàtic i Gneu Domici Ahenobarb són censors i expulsen 32 membres del senat entre els quals Gai Licini Geta que més tard també serà censor.[7]

## Necrològiques
- Quint Cecili Metel Macedònic, general i polític romà, quan el seu fill Marc Cecili Metel és cònsol.[8]